# روبن گاسپاریان
روبن هنریک گاسپاریان (انگلیسی: Ruben Henrik Gasparyan Ռուբեն Գասպարյան زاده ۲۵ ژوئن ۱۹۶۲ - درگذشته ۱۰ ژوئیه ۲۰۱۳) کارشناس تاریخ ارمنستان، پژوهشگر و استاد دانشگاه اهل ارمنستان بود. گاسپاریان پژوهشگر در دپارتمان تاریخ مدرن انستیتو تاریخ فرهنگستان ملی علوم ارمنستان بود.

## زندگی‌نامه
وی در ۲۵ ژوئن ۱۹۶۲ در ایروان به دنیا آمد و در سال ۱۹۸۳ از دانشگاه دولتی علوم پرورشی خاچاطور آبوویان ارمنستان فارغ‌التحصیل گشت. وی در ۱۰ ژوئیهٔ ۲۰۱۳ در سن ۵۱ سالگی درگذشت.